# Нефедьев, Юрий Александрович
Юрий Александрович Нефедьев (16 [29] августа 1910 — 1983) — советский учёный в области мощного радиостроения, создатель радиопередающих устройств, доктор технических наук.

## Биография
Родился 16 августа 1910 года в Иркутске.
Окончил Ленинградский электротехнический институт связи (1934).
С 1930 по 1983 год работал в НИИ мощного радиостроения.
В годы Великой Отечественной войны выполнял работы по заданию Ленфронта; в качестве руководителя заказа участвовал в создании мощной КВ-радиостанции, способствуя обеспечению связи с Большой землёй во время блокады.
В послевоенные годы — главный конструктор ряда изделий, руководил созданием нескольких поколений систем дальней магистральной КВ-радиосвязи, а также самых мощных в мире радиовещательных передатчиков.
Сталинская премия 1951 года — за создание новой аппаратуры.